# The Great Passage
The Great Passage (lett. "La grande traversata"), in originale Fune o amu (舟を編む? lett. "Assemblare una nave"), è un romanzo giapponese di Shion Miura pubblicato da Kōbunsha nel 2011. È stato adattato in un film live action, uscito nelle sale cinematografiche il 13 aprile 2013, e in una serie televisiva anime, prodotta da Zexcs e trasmessa in Giappone nel contenitore noitaminA di Fuji TV dal 13 ottobre al 22 dicembre 2016. Il titolo originale dell'opera si riferisce a un pensiero dell'autrice secondo cui "un dizionario è una nave che ci porta attraverso il mare delle parole".

## Trama
Majime Mitsuya lavora nel reparto vendite della casa editrice Genbu Shobo, ma è poco avvezzo nel parlare e rapportarsi con il prossimo. Il suo talento e bravura nella filologia viene notato da Kōhei Araki, anziano professore di lingua giapponese ed editor del reparto "dizionari" vicino alla pensione, che offre a Mitsuya il lavoro dei suoi sogni: la possibilità di lavorare sulla creazione di un nuovo dizionario, il "Daitokai", nonostante il reparto venga visto come un "mangiasoldi". Nel team arriva poi Masashi Nishioka, collega molto socievole, frivolo e di grandi capacità comunicative ma poco interessato al dizionario, praticamente l'opposto di Mitsuya. A completare la situazione si aggiunge il rapporto di Mitsuya con Kaguya Hayashi, nipote della proprietaria dell'alloggio dove vive e studia per diventare chef, che ha cominciato ad essere interessata a lui.

## Personaggi
Mitsuya Majime (馬締 光也?, Majime Mitsuya)
Doppiato da: Takahiro Sakurai
Masashi Nishioka (西岡 正志?, Nishioka Masashi)
Doppiato da: Hiroshi Kamiya
Kaguya Hayashi (林 香具矢?, Hayashi Kaguya)
Doppiata da: Maaya Sakamoto
Kōhei Araki (荒木 公平?, Araki Kōhei)
Doppiato da: Tetsuo Kanao
Kaoru Sasaki (佐々木 薫?, Sasaki Kaoru)
Doppiata da: Yoshiko Sakakibara
Midori Kishibe (岸辺 みどり?, Kishibe Midori)
Doppiata da: Yōko Hikasa
Remi Miyoshi (三好 麗美?, Miyoshi Remi)
Doppiata da: Chiwa Saitō
Tomosuke Matsumoto (松本 朋佑?, Matsumoto Tomosuke)
Doppiato da: Mugihito Terada

## Anime
Annunciato il 17 marzo 2016 da Fuji TV, un adattamento anime, prodotto da Zexcs e diretto da Toshimasa Kuroyanagi, è andato in onda dal 13 ottobre al 22 dicembre 2016. Le sigle di apertura e chiusura sono rispettivamente Shiokaze (潮風?) di Taiiku Okazaki e I&I di Leola. La serie è stata trasmessa in streaming in simulcast da Amazon su Amazon Video e resa disponibile in italiano più tardi.

### Episodi
| Nº | Titolo italiano Giapponese 「Kanji」 - Rōmaji | In onda          | In onda |
| Nº | Titolo italiano Giapponese 「Kanji」 - Rōmaji | Giapponese       |         |
| 1  | Vastità 「茫洋」 - Bōyō                       | 13 ottobre 2016  |         |
| 2  | Incontro 「逢着」 - Hōchaku                   | 20 ottobre 2016  |         |
| 3  | Amore 「恋」 - Koi                            | 27 ottobre 2016  |         |
| 4  | Progressi costanti 「漸進」 - Zenshin         | 3 novembre 2016  |         |
| 5  | Esitare 「揺蕩う」 - Tayutau                  | 10 novembre 2016 |         |
| 6  | Risonanza 「共振」 - Kyōshin                  | 17 novembre 2016 |         |
| 7  | Fiducia 「信頼」 - Shinrai                    | 24 novembre 2016 |         |
| 8  | Compilare 「編む」 - Amu                      | 1º dicembre 2016 |         |
| 9  | Sangue 「血潮」 - Chishio                     | 8 dicembre 2016  |         |
| 10 | Orgoglio 「矜持」 - Kyōji                     | 15 dicembre 2016 |         |
| 11 | Torcia 「灯」 - Akari                         | 22 dicembre 2016 |         |